# 25937 Malysz
25937 Malysz este o planetă minoră (asteroid), cu un diametru de 15,131 km, din Asteroid troian al lui Jupiter. A fost descoperită pe 19 februarie 2001 la Stația Anderson Mesa de Lowell Observatory Near-Earth-Object Search și a fost numită după Adam Małysz. 
Obiectul prezintă o orbită caracterizată de o semiaxă mare de 5,2988649 UAi, o excentricitate de 0,0639003, o înclinație de 2,35099 ° în raport cu ecliptica.